# 앞목말종아리인대
앞목말종아리인대(anterior talofibular ligament) 또는 전방거비인대(前方距排靭帶), 전거비인대(前距排靭帶)는 발목에 존재하는 인대이다. 가쪽복사의 앞쪽 경계에서 앞안쪽으로 지나가, 목말뼈의 가쪽 관절면보다 앞쪽인 목말뼈목의 가쪽 면에 붙는다. 앞목말종아리인대는 뒤목말종아리인대, 발꿈치종아리인대와 함께 가쪽곁인대 중 하나로, 발이 정강뼈에 대해 앞으로 미끄러지는 것을 막는 역할을 한다. 발목염좌를 입었을 때 안쪽번짐이 일어나면서 가장 흔히 부상을 입는 인대이다. 앞목말종아리인대가 완전히 파열된 경우 발목의 앞당김검사가 양성 소견이 나올 수 있다.

## 같이 보기
- 발목 염좌

## 참고 문헌
이 문서는 현재 퍼블릭 도메인에 속하는 그레이 해부학 제20판(1918) page 351의 내용을 기초로 작성된 글이 포함되어 있습니다.

## 추가 자료
- Matsui K, Takao M, Tochigi Y, Ozeki S, Glazebrook M (June 2017). “Anatomy of anterior talofibular ligament and calcaneofibular ligament for minimally invasive surgery: a systematic review”. 《Knee Surgery, Sports Traumatology, Arthroscopy》 (Review) 25 (6): 1892–1902. doi:10.1007/s00167-016-4194-y. PMID 27295109. S2CID 25598007.